# Palaeamathes hoenei
Palaeamathes hoenei är en fjärilsart som beskrevs av Charles Boursin 1954. Palaeamathes hoenei ingår i släktet Palaeamathes och familjen nattflyn. Inga underarter finns listade i Catalogue of Life.